# Frieda S. Miller
Frieda Segelke Miller (16 de abril de 1890 – 21 de julho de 1973) foi uma ativista americana, trabalhista e defensora do direitos da mulher. Ela serviu no Comissariado Industrial de Nova Iorque, de 1938 a 1942, e foi diretora do Departamento de Mulheres dos Estados Unidos, de 1944 a 1953. Também, de 1936 até meados da década de 1950, ela trabalhou como conselheira para assuntos empregatícios femininos da Organização Internacional do Trabalho. Pelos anos 60, Frieda continuou a trabalhar para as Nações Unidas em questões de direito das mulheres e crianças.